# Desmos leucanthus
Desmos leucanthus là loài thực vật có hoa thuộc họ Na. Loài này được A.C.Sm. mô tả khoa học đầu tiên năm 1950.